# فن ألماني

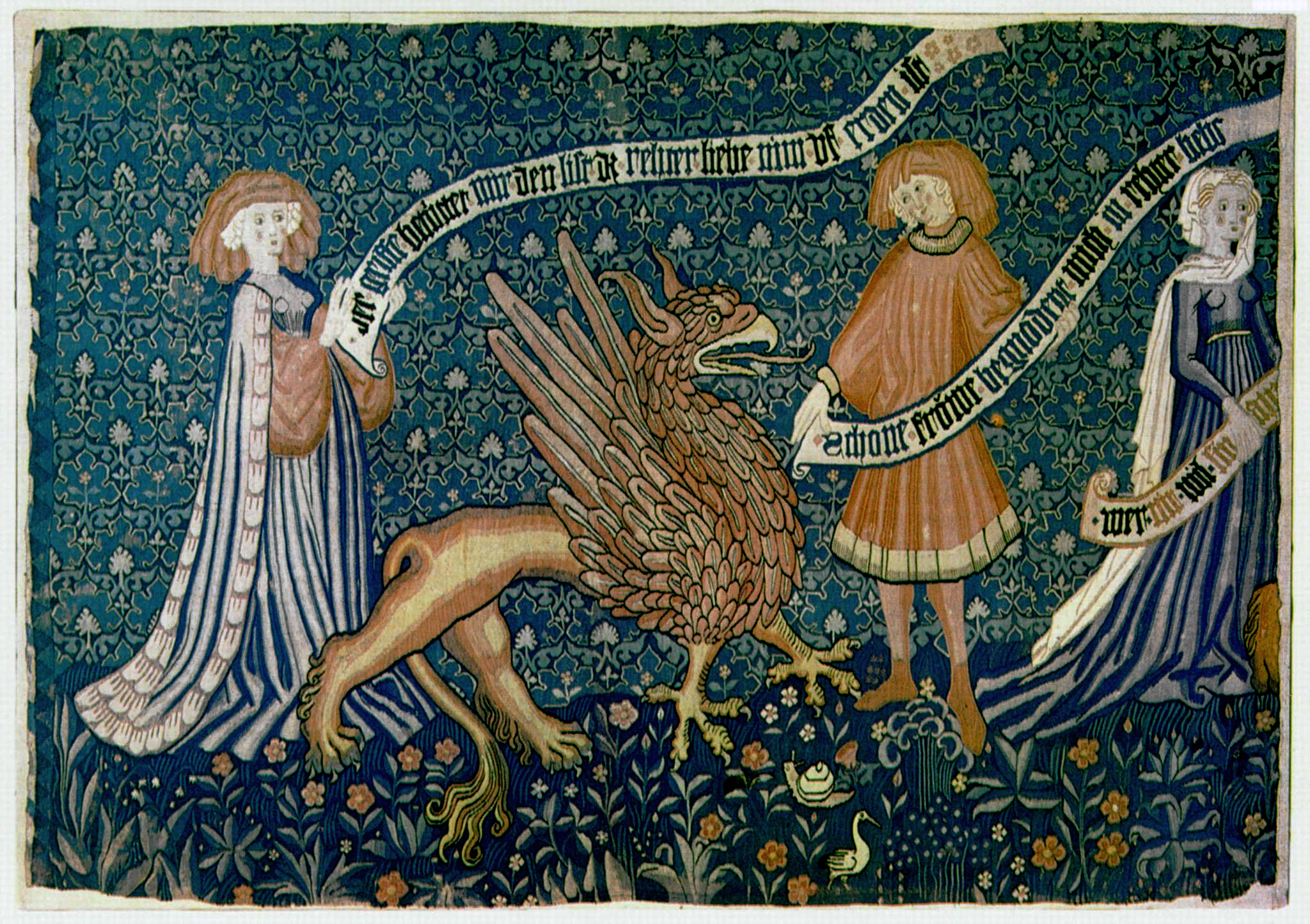

الفن في ألمانيا، (German art) يتمتع الفن الألماني بتقاليد طويلة ومتميزة في الفنون البصرية، من أقدم أعمال معروفة في الفن التشكيلي إلى إنتاجه الحالي للفن المعاصر.

## خلفية تارخية
لم تكن ألمانيا موحدة إلا في دولة واحدة منذ القرن التاسع عشر، وكان تعريف حدودها عملية صعبة ومؤلمة بشكل ملحوظ. بالنسبة للفترات السابقة، غالباً ما يتضمن الفن الألماني بشكل فعال تلك التي تنتج في المناطق الناطقة بالألمانية بما في ذلك النمسا وألساس ومعظم سويسرا، فضلاً عن المدن أو المناطق التي تتحدث الألمانية إلى شرق الحدود الألمانية الحديثة.
على الرغم من إهمالها للمساهمات الإيطالية والفرنسية من وجهة نظر العالم الناطق بالإنجليزية، لعب الفن الألماني دورًا حاسمًا في تطوير الفن الغربي، وخاصة الفن السلتي والفن الكارولينجي والفن الأوتوني. من تطور الفن الرومانسكي، بدأت فرنسا وإيطاليا في قيادة التطورات لبقية العصور الوسطى، ولكن إنتاج ألمانيا الغنية على نحو متزايد بقي مهمًا للغاية. تطورت عصر النهضة الألمانية في اتجاهات مختلفة إلى النهضة الإيطالية، وكان يهيمن عليها في البداية الشخصية المركزية لألبرخت دورر والهيمنة الألمانية المبكرة على الطباعة. تركزت المرحلة الأخيرة من عصر النهضة، في الشمال، حول حواف الأراضي الألمانية، في فلاندرز والعاصمة الإمبراطورية لبراغ، ولكن، خاصة في الهندسة المعمارية، تناول الباروك الألماني وروكوكو هذه الأنماط المستوردة بحماسة. لم تؤد أصول الرومانسية الرومانية إلى موقع مركزي في الفنون البصرية، ولكن المشاركة الألمانية في العديد من الحركات الحداثية الواسعة في أعقاب انهيار الفن الأكاديمي أصبحت تزداد أهمية.

## اللوحات من القرن السابع عشر حتى القرن الثامن عشر

### الباروك والروكوكو والكلاسيكية الجديدة
تأخر فن الباروك حتى وصل إلى ألمانيا بأعمال قليلة جدًا حتى عام 1650، لكن بمجرد ترسيخه، فيبدو أنه وافق الذوق الألماني للغاية. شهدت حقبتا الباروك والروكوكو الفن الألماني ينتج أعمالًا مشتقة من تطورات حدثت في مكان آخر في الغالب، بالرغم من نشاط عدة فنانين ماهرين من مختلف الأنواع. لا تزال هذه الفترة غير معروفة خارج ألمانيا وهي «لم تدع أبدًا أنها ضمن مدارس الفن العظيمة»، إلا أن تجاهل تاريخ الفن غير الألماني لها مثيرٌ للدهشة. قضى العديد من الفنانين الأجانب المميزين فترات يعملون في ألمانيا للأمراء مثل برناردو بيلوتو في دريسدن وفي غيرها من الأماكن، وجيانباتيسيا تيبولو، الذي قضى ثلاث سنوات يرسم إقامة فورتسبورغ مع ابنه. عمل العديد من الفنانين في الخارج، من ضمنهم جوهان ليس، الذي عمل غالبًا في البندقية، وجواكهيم فون ساندرارت ولودولف باخويزين، الفنان البحري البارز في الفن الهولندي في العصر الذهبي. في أواخر القرن الثامن عشر، انتقل إلى فيينا كل من راسم البورتريه هينريتش فوجر وتلميذه جوهان بيتر كرافت، الذي تعتبر أشهر أعماله ثلاث جداريات في هوفبورغ، ذهبوا كتلاميذ وبقيا هناك.
تظهر الكلاسيكية الجديدة في ألمانيا مبكرًا عن فرنسا، مع أنتون رافايل مينجز (1728-29)، والفنان الدنماركي أسموس جايكوب كاستينز (1754- 98)، والنحات غوتفريد شادو (1764- 1850). كان مينغز واحدًا من أهم فناني عصره، كان يعمل في روما ومدريد وغيرها من الأماكن، وعاصر أسلوب الكلاسيكية الجديدة في بدايته الذي يبدو ضعيفًا إلى حد ما، بالرغم من أن بورتريهاته كانت أكثر تأثيرًا. كانت مسيرة كارستينز المهنية الأقصر عنيفة مضطربة، إذ ترك سلسلة من الأعمال غير المنتهية، لكنها كانت مؤثرة أكثر من خلال تلاميذه وأصدقائه مثل غوتليب شيك وجوزيف أنتون كوش وبونافينتورا جينيلي.
وُلد دانييل شودويكي في غدانسك، ويُعرف على الأقل أنه بولندي، بالرغم من أنه كان يتحدث الألمانية والفرنسية فقط. تُعتبر لوحاته وكتاباته التي تصل إلى المئات والرسومات التوضيحية التي كان يرسمها للكتب ورسوماته الكاريكاتورية السياسية سجلًا بصريًا لا يُقدر بثمن عن الحياة اليومية وعقلية ألمانيا التنويرية التي تتزايد في التعقيد وقوميتها التي ظهرت فجأة. كان أنطون غراف الذي وُلد في سويسرا فنانًا يُكثر من رسم البورتريهات في دريسدن، كان يرسم شخصيات أدبية وكذلك الأسر الملكية. كانت سلالة أسرة تشبين متعددة المهارات وهيمنت أعمالها على معظم القرن الثامن عشر، كما فعلت عائلة زيك، فكانوا في البداية رسامين للأسقف الباروكية الكبرى، وكانوا لا يزالون نشطين في القرن العشرين متمثلين في شخص الرسام ألكسندر زيك. كان الأخوان أسام، وجوهان بابتست زيمرمان وأخوه قادرين على تقسيم العمل بينهم وتقديم خدمة كاملة لأوامر العمل في الكنائس والقصور، وفي تصميم المباني وتنفيذ الزخرفة بالجص واللوحات الجدارية. يمثل التأثير النهائي لكل العناصر في هذه المباني في جنوب ألمانيا والنمسا وبوهيميا، تحديدًا دواخلها، أكثرَ الأعمال اكتمالًا وتطرفًا للتعبير عما يطمح إليه فن الباروك من أن يغمر من يراه شعور «بعالم الجنيات المشع في مساكن النبلاء» أو «أن تستقي شيئًا من نعيم الجنة» إذا كانت في الكنائس.

### الكتابة عن الفن
شهدت فترة التنوير كتابًا ألمان يصبحون نقادًا فنيين وأصحاب نظريات، بقيادة جوهان جواكهيم وينكلمان الذي أشاد بالفن اليوناني القديم ووضع تحليلًا يفرق بين الفترات الرئيسية للفن اليوناني القديم ويربط بينها وبين حركات تاريخية أوسع بالرغم من أنه لم يزر اليونان من قبل ولم يرَ حقيقةً العديد من التماثيل اليونانية القديمة. ميزت أعمال وينكلمان بداية دخول تاريخ الفن في الخطاب الفلسفي الراقي للثقافة الألمانية؛ وقرأه كل من غوته وفريدريك شيلر بشوق، وبدأ كل منهما في الكتابة عن تاريخ الفن، وتسبب تقريره عن عائلة لاوكون في استثارة رد من ليسينغ. حاول غوته أن يتدرب على الرسم وتُظهر اسكتشات المناظر الطبيعية التي رسمها «ومضات عاطفية في حضرة الطبيعة بين الحين والآخر التي لم تكن شائعة في تلك الفترة». ترسخ تناول الفن كموضوع أساسي في التبصرات الفلسفية بعد صدور كتاب نقد الحكم لإيمانويل كانط في عام 1790، وازداد الأمر بعد محاضرات هيغل عن الجمال. في القرن اللاحق، كانت الجامعات الألمانية هي أول من يدرس تاريخ الفن كموضوع أكاديمي، فشرعت في احتلال المكانة البارزة هي والنمسا في دراسة تاريخ الفن حتى تشتت العلماء في الخارج في الحقبة النازية. ناصر جوهان غوتفريد هيردير ما عَّرفه في القوطية والدورير بالأساليب الألمانية، بادئًا جدالًا عن النماذج المناسبة للفنان الألماني ضد ما يُسمى «بطغيان اليونان على ألمانيا» الذي سيستمر قرابة قرنين.

### الرومانسية والناصريون
شهدت الرومانسية الألمانية إعادة إحياء للفن الألماني وتحسينه وتمييزه. كاسبر دايفد فريدريك مشهور خارج ألمانيا فقط، إلا أنه كان هناك عدة فنانين يتمتعون بأساليب مميزة للغاية، جدير بالذكر فيليب أوتو رونج، الذي تدرب في أكاديمية كوبنهاجن مثل فريدريك وانقطع ذكره بعد وفاته حتى أُحيت ذكراه في القرن العشرين. كانت معظم أعمال فريدريك مناظر طبيعية بالكامل، ذات طابع شمالي مميز، ودائمًا ما تظهر بمظهر السمت الديني. غالبًا ما تُشاهد شخصياته من الخلف – مثلهم كمثل الناظر إليهم مستغرقين في تأمل المنظر الطبيعي. كانت بورتريهات رونج غالبًا لمن يحيطون به، وكانت طبيعانية باستثناء لوحته عن الأطفال ذوي الوجوه الضخمة، لكن أعماله الأخرى في مسيرته المهنية القصيرة كانت تعكس الواحدية البصرية. أكثر ما يُذكر به أدريان لودوغ ليتشر هو بورتريهاته، وكان كارل ويلب كولب يعمل بالتنميش (بالإضافة إلى كونه فقيهًا لُغويًا)، الذي تُظهر مطبوعاته الأخيرة أشخاصًا تكاد تبتلعهم الخضرة العملاقة التي تحيط بهم.
تشير الحركة الناصرية، التي سُميت كذلك كنوع من النقد الساخر، إلى مجموعة من الفنانين الرومانسيين الألمان للقرن السابع عشر الذين كانوا يهدفون إلى إحياء الصدق والروحانية في الفن المسيحي. كان الحافز الرئيسي للناصريين هو الرد على الكلاسيكية الجديدة والتعليم الفني الروتيني للنظام الأكاديمي. كانوا يأملون في العودة إلى الفن الذي يجسد القيم الروحية، واستلهموا من فناني أواخر العصور الوسطى وبداية عصر النهضة، رافضين ما رأواه كبراعة سطحية في الفن المتأخر. لم يكن برنامجهم مختلفًا عن ذلك الذي فعلته أخوية ما قبل الرفائيلية الإنجليزية في الخمسينيات من القرن التاسع عشر، بالرغم من أن المجموعة الأساسية وصل بهم الأمر إلى ارتداء ملابس خاصة مستعارة من العصور الوسطى. في عام 1810، انتقل جوهان فريدريك أوفيربيك، وفرانز بّفور، ولودوغ فوغل، والسويسري جوهان كونراد هوتنغر إلى روما، حيث شغلوا صومعة سان إيزيدورو المهجورة. ولحق بهم فيليب فيت وبيتر فون كورنيليوس وجوليوس شنور فون كارولسفيلد وفريدريك ويليام شادو ومجموعة من الفنانين الألمان الطلقاء. التقوا بفنان المناظر الطبيعية النمساوي الرومانسي جوزيف أنتون كوش (1768- 1839) الذي أصبح معلمًا غير رسمي للمجموعة. في عام 1827، انضم لهم جوزيف فون فوهريتش ثم انضم إبرهارد واشتر لاحقًا إلى المجموعة. على عكس ما حدث مع ما قبل الرفائيليين من دعم شديد من قِبل النقاد البارزين آن ذاك، كان جون روسكن وجوته رافضين للناصريين: «إنها أول مرة في تاريخ الفن يتبع فنانون موهوبون حقًا فيها هواهم حتى يتراجعوا بالعودة إلى رحم أمهم، ومن ثَم يؤسسون حقبة جديدة في الفن».                                                                                                                          